# IRIS-T SLM

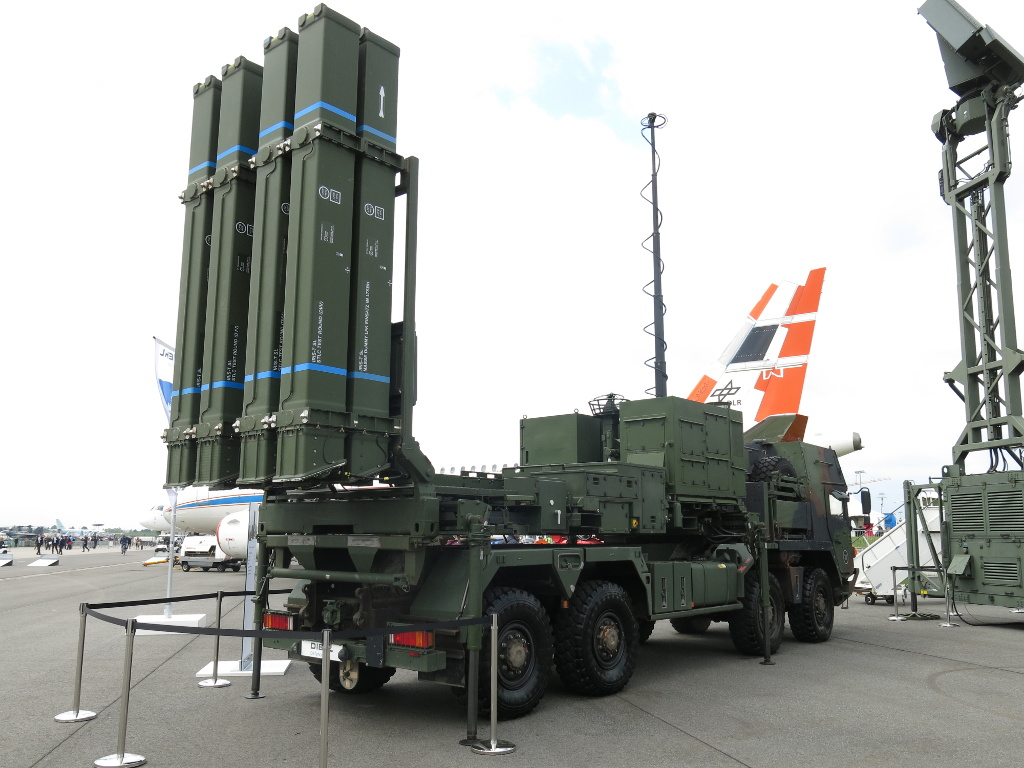
Lanceerinrichting voor IRIS-T SLM

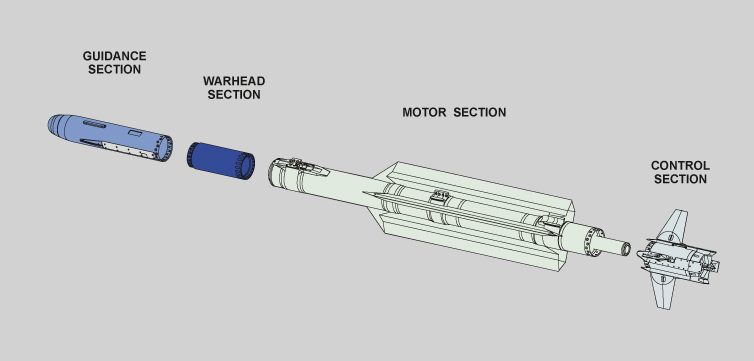
IRIS-T raket

IRIS-T SLM (Surface Launched Medium Range) is een Duitse grond-luchtraket, de landversie van de IRIS-T.
Diehl BGT Defence ontwikkelde die in 2014 als Luchtverdediging tegen vliegtuigen, helikopters, drones, kruisvluchtwapens en ballistische raketten.
De radar is een Active Electronically Scanned Array CEAFAR van CEA Technologies die het luchtruim 360° bewaakt, tot 40 km ver.
De IRIS-T SL raketten worden verticaal omhoog gelanceerd en kunnen 20 km hoog en 35 km ver treffen met een infraroodzoekkop.
De lanceerinrichting voor acht raketten is onbemand en is in 10 minuten actief. Herladen duurt 15 minuten. Twee operatoren bedienen het Tactical Operations Center (TOC) vanaf 20 km afstand.
Alle componenten staan op een 20 voet containerraam voor vervoer met vrachtwagens, treinen, schepen en vrachtvliegtuigen.
Een raket kost 400.000 euro en het hele systeem 140 miljoen euro.

## Gebruikers
Egypte heeft in september 2018 zeven exemplaren gekocht en in december 2021 nog 16.
Noorwegen heeft een exemplaar aangeschaft.
Zweden heeft in 2019 een eerste exemplaar ontvangen.
Na de Russische invasie van Oekraïne in 2022 is in juni 2022 beslist dit systeem tegen oktober te leveren.